# Skorpa (Kvænangen)
Skorpa (Nordsamisch: Skárfu) ist eine heute unbewohnte Insel im südlichen Teil des Fjords Kvænangen; sie gehört zur Kommune Kvænangen der Provinz (Fylke) Troms in Norwegen. Sie hat eine Fläche von 8,26 km² und erreicht auf dem Gipfel des Bergs Varden eine Höhe von 307 m über dem Meeresspiegel. Die Insel ist nur per Boot erreichbar. Der letzte dauerhafte Bewohner verließ Skorpa um 1980.

## Geschichte

### Gemeinde Kvænangen
Die Insel war einst das Verwaltungszentrum der Gemeinde Kvænangen, bis dies im 20. Jahrhundert nach Burfjord verlegt wurde, und beherbergte auch die Kirche, die mit ihren 300 Sitzplätzen seit dem Bau 1956 einer neuen Kirche auf dem Festland in Sekkemo nur noch selten genutzt wird.

### Kriegsgefangenenlager Skorpa
Nach der deutschen Invasion Norwegens im April 1940 richtete die in Nordnorwegen stationierte norwegische 6. Division Mitte Mai auf der Insel ein Kriegsgefangenenlager ein. Dort wurden die meisten in Nordnorwegen, insbesondere im Raum Narvik gefangenen Angehörigen der Wehrmacht untergebracht; ebenso, in Ermangelung einer alternativen Unterkunft, die internierten Besatzungen deutscher, in Norwegen beschlagnahmter oder dort versenkter Handels- und Fischereischiffe. Die Gefangenen waren zunächst in Zelten für jeweils 16 Mann untergebracht, begannen dann aber unter Anleitung norwegischer Handwerker eine Anzahl hölzerner Baracken zu bauen, um damit den nächsten Winter überstehen zu können. Bis Anfang Juni wurden insgesamt an die 500 Gefangene in das Lager gebracht. Ranghöchster unter ihnen war Fregattenkapitän Alfred Schulze-Hinrichs, Kommandant des Zerstörers Z 13 Erich Koellner, der am 13. April bei Narvik versenkt worden war. Am 12. Juni 1940 wurden die Lagerinsassen über die norwegische Kapitulation informiert, entlassen und noch in der gleichen Nacht auf zwei norwegischen Schiffen nach Tromsø gebracht, wo sie bei der deutschen Besetzung der Stadt am 14. Juni wieder in deutsche Hand kamen.  Ausgenommen von der Befreiung waren 40 Angehörige der Luftwaffe, darunter eine Anzahl Piloten, die wenige Tage zuvor mit den aus Harstad abziehenden alliierten Truppen nach Großbritannien gebracht worden waren.